# Ильвесбюлль
Ильвесбюлль (нем. Uelvesbüll) — община в Германии, в земле Шлезвиг-Гольштейн.
Входит в состав Северной Фризии. Подчиняется управлению Нордзе-Трене. Население составляет 257 человек (на 31 декабря 2010 года). Занимает площадь 10,23 км².
Официальным языком в населённом пункте, помимо немецкого, является севернофризский.